# 卡克斯
卡克斯是德国石勒苏益格－荷尔斯泰因州的一个市镇。总面积8.56平方公里，总人口414人，其中男性204人，女性210人（2011年12月31日），人口密度48人/平方公里。